# Barbro Stigsdotter

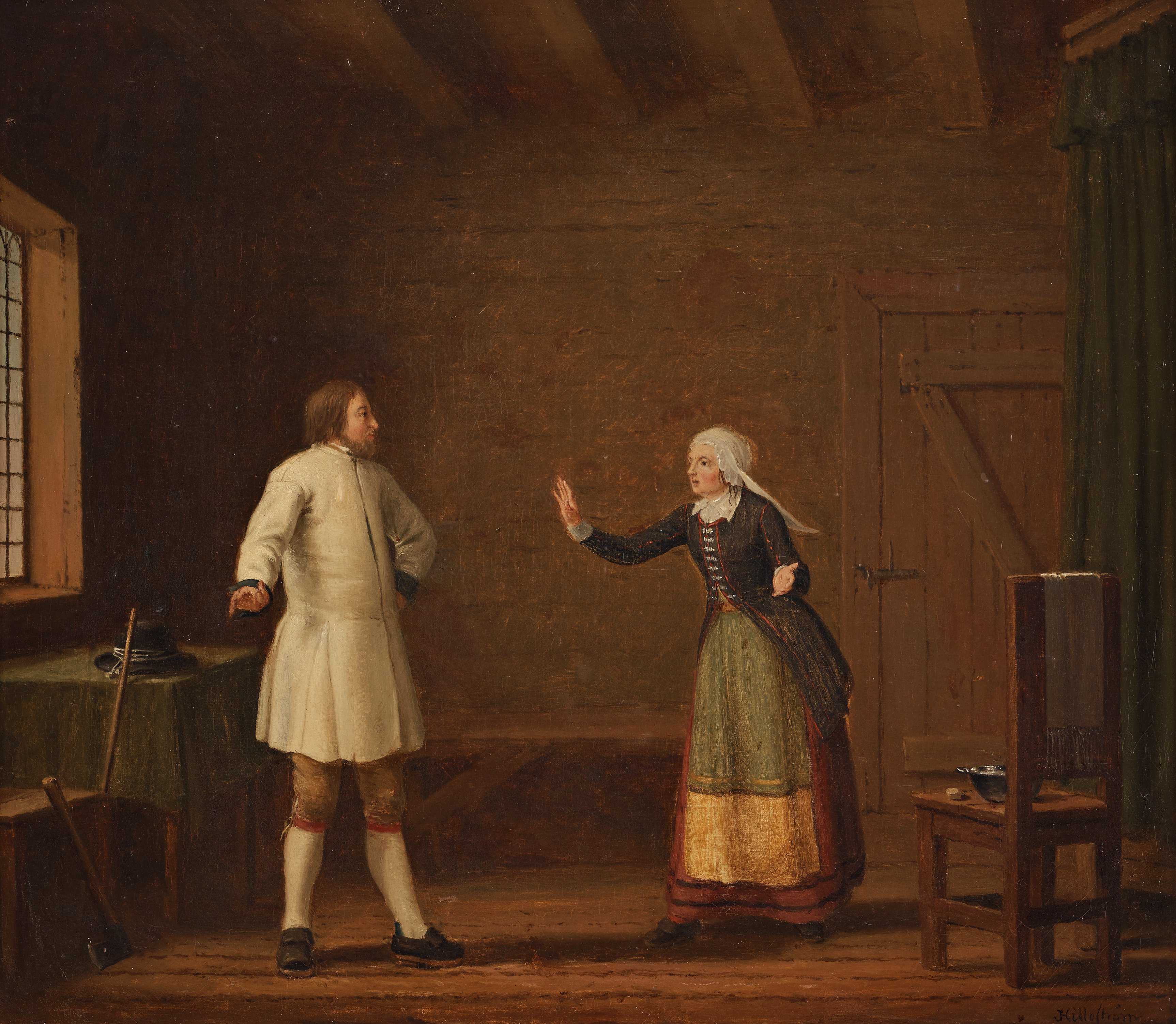
Målning av Pehr Hilleström som avbildar Barbro Stigsdoitter och Gustav Vasa.

Barbro Stigsdotter, född omkring 1472, död omkring 1528, var en svensk adelsdam som figurerar i berättelser om Gustav Vasa. Hon var dotter till Stig Hansson Diekn och Karin Olofsdotter, gift med Arent Persson (Örnflycht) till Granhammar och Ornäs. Hon bodde i Ornäs i nuvarande Borlänge kommun.

## Biografi
Peder Svart skriver i sin krönika från omkring 1560, att hon var: "en from och gudfruchtig och dygdesam quinna", som utrustade Gustav Vasa med häst, släde och dräng. I versioner som tillkommit långt senare, utbroderas berättelsen av andra författare. Gustav ska ha blivit inlåst av Arendt, men hustrun hittade nyckeln i makens avlagda rock, öppnade dörren och hjälpte Gustav att fira sig ner genom hemlighuset till loftets baksida.
Det finns en polsk skrift från 1570, som återger en tradition som existerade i hertig Johans omgivning. Enligt traditionen skulle det varit Stig Hansson, Barbros far, som försökt förråda Gustav Vasa, vilken räddades av husets dotter (Barbro). Förloppet och Barbros roll i det som skedde var alltså i huvudsak detsamma, medan rollen som Gustavs svekfulle värd var Stig Hansson, inte Arent Persson. Åtskilliga skäl talar för att den polska källan är mer trovärdig än Peder Svarts krönika i detta fall.
I det första nationella porträttgalleriet på Gripsholms slott under 1820-talet ingick hennes porträtt bland tavlorna av sex berömda svenska kvinnor ur historien. De övriga var heliga Birgitta, Hedvig Charlotta Nordenflycht, Sophia Rosenhane, Vendela Skytte och Sophia Elisabet Brenner.
Under andra delen av 1800-talet och tidigt 1900-tal, under nationalromantiken, lyftes myten om Barbro Stigsdotter åter fram i ljuset. År 1907 restes ett monument till hennes ära som står vid Lodstöparbo, invid Ljustern nära Säter. Texten lyder: Åt Minnet Af Barbro Stigsdotter/Den Behjärtade och fosterländska kvinna/Helgas denna sten/Af Tacksamma Dalabor.